# Sultanaat Zanzibar
Het sultanaat Zanzibar (Engels: Sultanate of Zanzibar, Swahili: Usultani wa Zanzibar, Arabisch: سلطنة زنجبار) bestond tussen 1861 en 1964 op de Zanzibar-archipel, met als grootste eilanden Zanzibar en Pemba. Het was eerder een onafhankelijke staat (1856–1890), daarna een Duits protectoraat (1885–1890), een Brits protectoraat (1890–1963) en tussen 10 december 1963 en 12 januari 1964 (opnieuw) een onafhankelijke staat. Op 12 januari 1964 werd het gebied onderdeel van de Volksrepubliek Zanzibar en Pemba. Vandaag de dag is het een semi-autonoom onderdeel van de Verenigde Republiek Tanzania.

## Geschiedenis
De Portugezen verwierven Zanzibar als nautisch steunpunt op de lange weg rond Afrika naar Voor-Indië in 1503, en stelden er gouverneurs aan tot het in december 1698 werd overgedragen aan het Arabisch sultanaat Oman (ook bekend als het sultanaat Muscat en Oman), dat voortaan Arabische gouverneurs aanstelde.
De goede, strategisch gelegen haven werd een knooppunt in de inlandse en koloniale handels- en andere contacten tussen het Swahili-gebied van Oost-Afrika, de Indische Oceaan en de Europese koloniale mogendheden.
Sinds 14 september 1806 regeerde de Al ´Bu Sa`id - tak van de sultansdynastie van Oman het eiland als een afhankelijke staat, sinds 1840 evenals het moederland onder invloed van de Britse consuls in Muskaat. De interne heerserstitel was hami, maar sinds de onafhankelijkheidsverklaring van 1856 bekrachtigd werd in een akkoord met Londen en Oman in 1861 was internationaal de titel sultan gebruikelijk.
Op 17 februari 1885 riep het Duitse keizerrijk een protectoraat over Zanzibar uit, maar op 7 november 1890 aanvaardde de Kaiser dat over te dragen aan de Britten, die in ruil het strategisch Noordzee-eiland Helgoland afstonden.
Sinds 1890 werd het ambt van (groot)vizier (regeringshoofd) bekleed door Britten, sinds 1913 ambtshalve de Britse residenten (quasi ambassadeurs, maar van lagere rang; in koloniale context echter quasi-gouverneurs).
Op 1 juli 1895 werden de continentaal-Afrikaanse gebieden onder aloude Zanzibarese controle (in bijzonder het vroeger sultanaat Kilwa Kisiwani) afgestaan aan de Britten, die het als het Kolonie en Protectoraat Kenia aan hun bestaande kolonie van die naam hechtten. De eilandstaatjes Pemba, Hadimu en Tumbatu bleven wel afhankelijkheden van Zanzibar, elk tot hun eigen dynastie zou uitsterven of, in het geval van de diwanis van Tumbatu, zou worden afgedankt.
Op 24 juni 1963 stond Londen zelfbestuur toe, op 10 december werd het protectoraat opgeheven. Op 12 januari 1964 werden de democratisch verkozen regering en sultan Jamsjiid Bin Abdalla omvergeworpen in een staatsgreep geleid door John Okello, een Oegandees. Hij creëerde de volksrepubliek Zanzibar en Pemba, die op 26 april 1964 werd samengevoegd met de veel grotere en volkrijkere republiek Tanganyika tot de Verenigde Republiek Tanzania. Binnen dit nieuwe land verkreeg Zanzibar een autonome status met een eigen president.